# Francisco Correa de Arauxo
Pour les articles homonymes, voir Correa (homonymie).
Francisco Correa de Arauxo de Acebedo  (né vers le 16 septembre 1584 à Séville et mort en octobre ou novembre 1654 à Ségovie) est un organiste compositeur espagnol à une période charnière entre la Renaissance et le Baroque.

## Biographie
Fils d'un ouvrier, il occupe son premier poste d'organiste à l'église San Salvador de Séville à partir de 1599. Il est ordonné prêtre en 1608. Des mesquineries et chicaneries durables dont il est victime de la part des ecclésiastiques de son entourage le poussent à tenter de trouver, de façon réitérée, un poste dans plusieurs cathédrales espagnoles. C'est seulement en 1636 qu'il obtient enfin un poste à la cathédrale de Jaén. Quelques années plus tard, en 1640, il réussit à améliorer sa situation comme organiste de la cathédrale de Ségovie, ville où il meurt en 1654.

## Œuvres
L'importance de Correa de Arauxo en matière d'histoire de la musique, tient à la méthode d'orgue, Facultad Organica, qu'il rédige et qui est imprimée en 1626 à Alcalá de Henares. Elle inclut non seulement 69 tientos dont certains pour registres partiels, une particularité des orgues espagnoles, des tablatures et des transcriptions de chants liturgiques mais également une introduction détaillée au toucher de l'orgue qui donne des indications tout à fait exclusives sur l'interprétation organistique de son époque. Hormis cette Facultad Organica, il ne subsiste aucune autre œuvre de ce compositeur.
Sa musique est fortement marquée au sceau de la tradition contrapuntique et harmonique de la Renaissance, mais son animation rythmique et ses mélismes appelant la virtuosité sont également typiques de la musique hispanique de cette époque.